# Râul Giuvala
Râul Giuvala este un curs de apă, afluent al râului Fundățica. 